# 機械仕掛けの太陽
『機械仕掛けの太陽』(きかいじかけのたいよう)は、知念実希人による日本の新型コロナウイルスを題材とした医療 小説。

## 概要
出版社の分類ではエンタメ・ミステリだが、内容的には未知のウイルスと対峙する人間ドラマである。
別冊文藝春秋電子版45号にて、前半が収録されている
単行本は、2022年10月24日に文藝春秋より刊行。文庫は、2025年1月4日に刊行予定である。

## あらすじ
2020年1月上旬、梓は自宅で中国の武漢で肺炎が流行しているというニュースを見る。中旬には瑠璃子が、武漢の肺炎で死者が出たというニュースを見る。同時期に長峰医院に来院した町田は、武漢肺炎の心配を長峰に話したが、その後大樹から日本国内でも感染者が現れたと知らされる。2020年2月初旬には、ドラッグストアのマスクも売り切れが目立つようになった。ダイヤモンド・プリンセス号で複数の乗船者が発熱し、10人が病院に搬送のニュースで、心泉医大でも受け入れを決定した。氷川台病院では旧館を整備して感染症対応病棟にすることを決定。2月下旬の長峰医院には常連患者の町田が息苦しさを訴えて来院した。体温は39度であった。約一週間前から体調不良があり、その少し前に銀座で食事した際に、近くに中国人グループがいたという。提携病院はコロナ検査を受けさせて陰性が確認された場合のみ受け入れが可能という条件を出した一方で、保健所は銀座で食事していたグループが中国湖北省から来ていたと証明できなければコロナの検査は受けさせないとの条件を出した。氷川台病院に相談したところ、梓が対応し氷川台病院の入院が決まった。町田の入院後のPCR検査でコロナは陰性だった。

## 用語
心泉医大附属氷川台病院
椎名梓の勤務先。5年前に建設された12階建ての新館と20年前に建設された本館（周産期センター）、さらに52年前に建設された5階建ての旧館がある。旧館は新館ができるまでは病棟であったが、新落成後は当直室や部長室、資材置き場として使用していた。コロナ禍になり、感染症病床を増加させるため、コロナ病棟に改修した。梓と姉小路が責任者に任命され、扇谷も治療に加わる。
長峰医院
西東京市の地域に愛されている個人医院。医師は70代の院長のみ。

## 登場人物

### 氷川台病院
椎名梓（しいな あずさ）
呼吸器内科を専門とする女性勤務医師。36歳。2年前に銀行員の夫と離婚し、シングルマザーとして、4歳の息子と還暦を超えた母と同居していたが、コロナ病棟の担当者として、最前線に立つことになる。
椎名一帆（しいな かずほ）
梓の息子で、4歳。
椎名春子（しいな はるこ）
梓の母。還暦を過ぎている。夫は梓が小学生の時に肺がんで死去。娘夫婦が離婚してから、タバコをやめて大泉学園のマンションで同居。肺気腫と糖尿病の持病を持つ。
茶山悠人（さやま ゆうと）
氷川台病院の勤務医で、梓と同じ呼吸器内科医師。梓が高校時代の親友・礼子を紹介して現在は茶山夫人になり、家族ぐるみの付き合いをしている。
梅沢大介（うめざわ だいすけ）
呼吸器内科医局長。恰幅の良い中年男性。小学校5年生の娘がいる、
扇谷太郎（おうぎや たろう）
呼吸器内科部長で客員教授。62歳。
姉小路香苗（あねこうじ かなえ）
感染症内科医。梓の1年先輩。170cmの長身でベリーショートの髪型。
市ヶ谷誠（いちがや まこと）
麻酔科部長。大柄な男性。
簗瀬里美
産婦人科部長。40歳。
水谷
循環器内科部長。6歳の孫がいる。
硲瑠璃子（はざま るりこ）
氷川台病院救急部に勤務する28歳の女性看護師。結婚目前の彼氏と同棲中。独身であるがゆえに、コロナ病棟での勤務を命じられる。
硲竜二（はざま りゅうじ）
瑠璃子の父。盆休みに親戚一同を集めるからと帰省を強要する電話をよこす。
硲友加里（はざま ゆかり）
瑠璃子の母。
硲和郎（はざま かずお）
父の弟で、福岡在住。2021年3月に感染。
定岡彰（さだおか あきら）
33歳。瑠璃子の恋人。中国の商社勤務。友達に紹介されて交際開始して5年目で、半年前から平和台のマンションで同棲
原口梨花（はらぐち りか）
瑠璃子の新人時代の同期。産婦人科外来看護師。
猪原瑞枝（いはら みずえ）
コロナ病棟ICU担当看護師。瑠璃子より2歳年上で循環器科内科病棟より派遣。独身で九州出身。ボーナスカットのため心が折れて、八月で退職予定。
村江姫奈（むらえ ひな）
23歳キャバクラのホステス。勤務先のクラスターにより当初は軽症者用宿泊施設に入所していたが、発熱し酸素飽和度も低下したので、瑠璃子が担当するコロナ病棟のICUに入院。それでも入院当初は会話できたが、一週間後に人工呼吸管理に。

### 長峰医院
長峰邦昭（ながみね くにあき）
72歳。42歳の時に医大の医局をやめて、縁もゆかりもない、西東京市柳沢で開院。以後30年間地元に密着した医療を提供し続けている。3年前に狭心症を発症し、息子の伝手で腕の良い心臓外科医にバイパス手術を受ける。以降息子には引退を考えるように言われている。コロナ禍で思い掛けず、高齢で持病もある自身の感染を恐れながらも、現場に立つことを決意する。
長峰千恵（ながみね ちえ）
邦昭の妻。ハンドメイドで長峰医院内のコロナ対策用品を作成し、ビニールカーテン取り付けも行った。
長峰大樹（ながみね だいき）
息子で埼玉の総合病院勤務の循環器内科医師。正月に長峰医院を継ぐ意志はないと宣言される。
長峰紅実（ながみね くみ）
大樹の子で2歳。邦昭にとっては初孫にあたる。
町田洋平（まちだよう へい）
72歳で、禿髪の男性。高血圧と肺気腫の持病があり長峰医院の常連。
大家
長峰医院が入居する建物の大家。80歳を超える女性、糖尿病と高血圧の既往がある。
数見（かずみ）
長峰の出身医大である純正会医科大学時代の同期、葛飾区で開業医。腰を痛めて検査したら膵臓がんが判明。妻とは離婚済み、娘には孫も生まれている。
栗田重則（くりた しげのり）
35歳。肥満体。2021年7月にコロナに感染し長峰医院の発熱外来を受診。
安田
田無救急隊の隊員。若い男性。栗田に付き添っていた。